# Никифоров, Василий Васильевич (1866—1928)
Васи́лий Васи́льевич Ники́форов,  Кюлюмнюр (якут. Күлүмнүүр, 18 мая 1866 — 15 сентября 1928) — общественный деятель, учёный, писатель, журналист. Предводитель якутской интеллигенции начала XX века, организатор политической организации «Союз якутов», один из зачинателей якутской литературы и театра. Репрессирован в 1928 году после подавления попытки вооружённого восстания населения Якутии против советской власти в 1927 году.  Был осуждён по обвинению в международном шпионаже и подготовке совершения вооруженного восстания против Советской власти и приговорён к высшей мере наказания, заменённой на 10 лет лишения свободы. Умер в Новосибирской тюрьме. Реабилитирован 3 февраля 1992 года решением военной прокуратуры Забайкальского военного округа.

## Биография
Родился в Тэбикском наслеге Дюпсюнского улуса Якутской области.
В 1917 году со своими сподвижниками основал демократический союз «Свобода», провозгласивший своей задачей «сохранение отдельных племен, населяющих Якутскую область, путем поднятия их духовного и материального благосостояния».
В 1918 году был избран председателем Якутской губернской земской управы, таким образом, он является первым избранным руководителем Якутии.
Литературное и научное наследие В. Никифорова обширно. Многие его труды до сих пор не опубликованы, часть из них утеряна.

## Идеология
Выступал за ликвидацию прежних якутских племенных и родовых органов местной власти и замену их на земства. На протяжении всей жизни сохранял пророссийскую позицию, считал, что Якутия должна быть самоуправляющейся областью в составе единой федерации.

## Память
- 27 сентября 2016 года у здания Госсобрания Ил Тумэн открыт бронзовый памятник[3]
- В Санкт Петербурге в литературно-артистическом кабаре Подвал бродячей собаки выставлена фотография Василия Никифорова — Күлүмнүүр